# Demodex folliculorum
Demodex folliculorum é uma espécie de pequeno ácaro parasítico/commensal que ocorre nos folículos capilares e glândulas sebáceas dos seres humanos (a outra espécie comum é Demodex brevis). Demodex deriva do grego clássico, demos- gordura, e  dex- verme. Quando ocorre uma séria infestação por  D. folliculorum em humanos, a infestação é designada por "demodicose".
Atualmente, o Demodex folliculorum está sendo estudado como uma possível causa da rosácea. Pesquisas indicam que esses ácaros podem estar relacionados a surtos da condição em pessoas que já sofrem com rosácea. De acordo com a National Rosacea Foundation, pacientes com rosácea apresentam até 18 vezes mais ácaros Demodex em comparação com aqueles que não têm a doença.